# 5095 Escalante
5095 Escalante è un asteroide della fascia principale del diametro medio di circa 8,78 km. Scoperto nel 1983, presenta un'orbita caratterizzata da un semiasse maggiore pari a 2,4311758 UA e da un'eccentricità di 0,2173861, inclinata di 14,60161° rispetto all'eclittica.